# Cascina Isola Balba
La cascina Isola Balba è una cascina sita nel comune lombardo di Mulazzano.

## Storia
La località è un piccolo borgo agricolo di antica origine, attestato sin dall'età medievale.
In età napoleonica (1809-16) Isola Balba fu frazione di Mulazzano, recuperando l'autonomia con la costituzione del Regno Lombardo-Veneto.
All'Unità d'Italia (1861) il comune contava 369 abitanti. Nel 1869 Isola Balba venne aggregata definitivamente al comune di Mulazzano.